# Anacroneuria plaumanni
Anacroneuria plaumanni is een steenvlieg uit de familie borstelsteenvliegen (Perlidae). De wetenschappelijke naam van de soort is voor het eerst geldig gepubliceerd in 1959 door Jewett.